# Andigny-les-Fermes
Andigny-les-Fermes est une localité de Vaux-Andigny et une ancienne commune française, située dans le département de l'Aisne en région Hauts-de-France.

## Histoire
La commune d'Andigny-les-Fermes a été créée lors de la Révolution française. Auparavant, Andigny-les-Fermes dépendait de la paroisse de Mennevret. Le 2 juin 1819, elle fusionne avec la commune voisine de Vaux-en-Arrouaise par ordonnance et la nouvelle entité prend le nom de Vaux-Andigny.

## Administration
Jusqu'à sa fusion avec Vaux-en-Arrouaise en 1819, la commune faisait partie du canton de Wassigny dans le département de l'Aisne. Elle appartenait aussi à l'arrondissement de Vervins depuis 1801 et au district de Vervins entre 1790 et 1795. La liste des maires d'Andigny-les-Fermes est :
| Période                                  | Période | Identité | Étiquette | Qualité |
| ---------------------------------------- | ------- | -------- | --------- | ------- |
|                                          |         |          |           |         |
| Les données manquantes sont à compléter. |         |          |           |         |

## Démographie
Jusqu'en 1819, la démographie d'Andigny-les-Fermes était :
| 1793 | 1800 | 1806 | 1821 |
| ---- | ---- | ---- | ---- |
| 58   | 63   | 65   | 64   |